# Tiktaalik

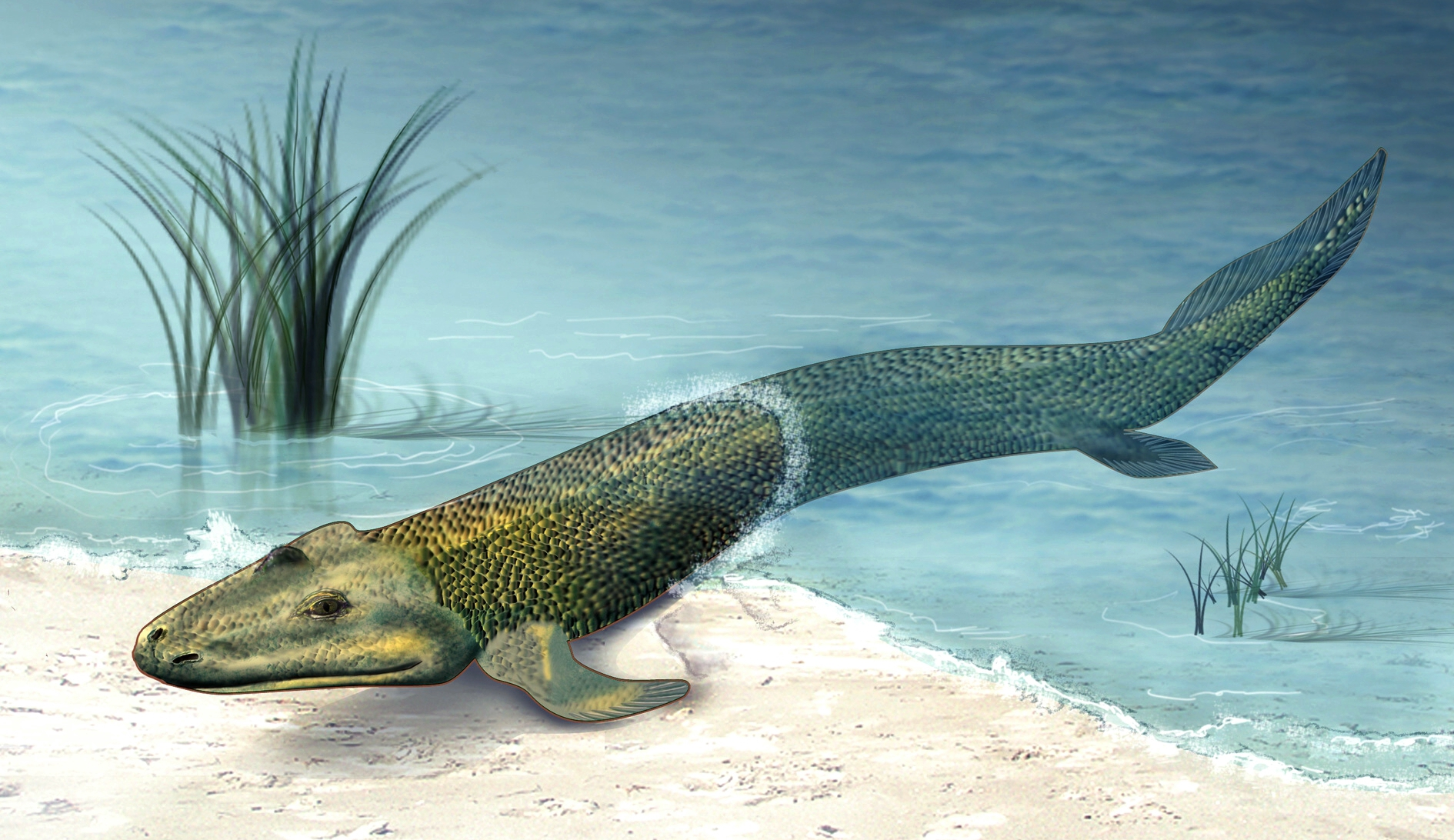
Imagem representativa do Tiktaalik.

Tiktaalik roseae é a única espécie conhecida de Tiktaalik, um género de peixes sarcopterígeos (que possuem barbatanas com músculo), extintos no período Devoniano tardio e com muitas características típicas de tetrápodes (animais de quatro patas). É um exemplo de várias linhas de sarcopterígeos antigos que desenvolveram adaptações aos habitats pobres em oxigénio das águas pouco profundas presentes no seu tempo, e que levaram à evolução dos primeiros anfíbios. Fósseis bem preservados foram encontrados na Ilha Ellesmere em Nunavut, Canadá.

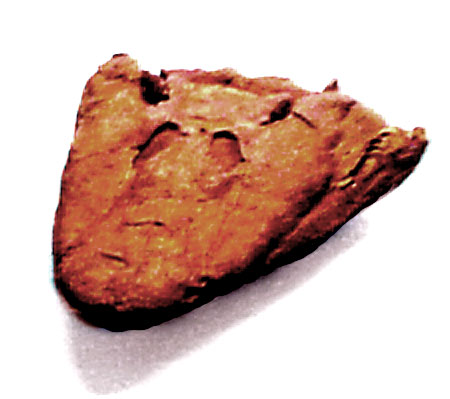
Parte frontal do crânio de mostrando espiráculos em cima dos olhos.

Os primeiros fósseis do Tiktaalik roseae foram encontrados em 2004 no ártico do Canadá. Esta espécie foi considerada um fóssil de transição entre o Panderichthys e o Acanthostega, que sugere a transição dos peixes da água para a terra. A sua descoberta é comparável à importância do Archaeopteryx, dado que enquanto este é o elo entre répteis e aves, Tiktaalik é a conexão prevista entre peixes e anfíbios. O fóssil encontrado possui características comuns de peixes, como escamas e barbatanas, e de criaturas terrestres, como cabeça achatada, indício de pescoço, ombros, cotovelos e pulso.

## Descrição
O tiktaalik é provavelmente o ancestral comum mais próximo dos tetrápodes. Ao contrário do que foi previsto para a espécie que representaria a transição entre peixes e anfíbios, suas "barbatanas"  possuem ossos homólogos a pulsos de vertebrados terrestres. A homologia dos elementos distais é incerta. Alguns autores defendem que as projeções simples nas pontas de suas "nadadeiras" é homóloga a dedos; enquanto outros afirmam que tais estruturas são incompatíveis com o modelo de desenvolvimento arcaico de dedos, uma vez que os dedos devem ser estruturas posteriormente axiais, e apenas três das projeções (reconstituídas) do tiktaalik encaixavam-se em tal definição.

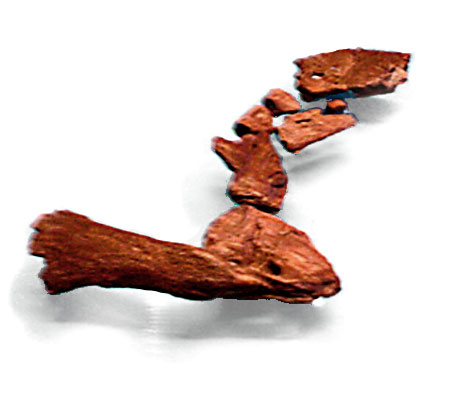
Membro, desde o ombro até à barbatana.